# Çöl Ağaməmmədli
Çöl Ağaməmmədli är en ort i Azerbajdzjan.   Den ligger i distriktet Sabirabad Rayonu, i den sydöstra delen av landet, 110 km sydväst om huvudstaden Baku. Antalet invånare är 389.
Terrängen runt Çöl Ağaməmmədli är mycket platt. Närmaste större samhälle är Şirvan, 14,6 km nordost om Çöl Ağaməmmədli.
Trakten runt Çöl Ağaməmmədli består till största delen av jordbruksmark. Runt Çöl Ağaməmmədli är det ganska tätbefolkat, med 80 invånare per kvadratkilometer.